# Neurolyga truncata
Neurolyga truncata är en tvåvingeart som först beskrevs av Ephraim Porter Felt 1912.  Neurolyga truncata ingår i släktet Neurolyga och familjen gallmyggor.
Artens utbredningsområde är Pennsylvania. Arten är reproducerande i Sverige. Inga underarter finns listade i Catalogue of Life.